# Перец, Дор
Дор Пе́рец (ивр. דור פרץ‎; 17 мая 1995, Ход-ха-Шарон, Израиль) — израильский футболист, полузащитник клуба «Маккаби» (Тель-Авив) и сборной Израиля.

## Биография

### Клубная карьера
Родился 17 мая 1995 года в городе Ход-ха-Шарон. Заниматься футболом начал там же, но затем перешёл в молодёжную команду «Маккаби» (Тель-Авив). Дебютировал в чемпионате Израиля в составе «Маккаби» 20 октября 2014 года в матче с «Маккаби» (Хайфа), в котором вышел на замену на 60-й минуте вместо Махарана Ради. По итогам сезона стал с клубом чемпионом Израиля и в 2015 году принимал участие в групповом этапе Лиги чемпионов УЕФА, где сыграл во всех 6 матчах, однако «Маккаби» не набрал ни одного очка и занял последнее место в группе. В 2017 году Перец провёл полгода в клубе «Хапоэль» (Хайфа), где выступал на правах аренды. В сезоне 2018/19 выиграл с «Маккаби» своё второе чемпионство.

### Карьера в сборной
Активно выступал за юношеские и молодёжные сборные Израиля. В составе сборной до 19 лет принимал участие в юношеском чемпионате Европы 2014, на котором сыграл в двух матчах группового этапа, но занял с командой последнее место в группе.
В основную сборную Израиля впервые был вызван в октябре 2015 года на матчи отборочного турнира чемпионата Европы 2016 со сборными Кипра и Бельгии. Дебютировал за сборную 13 октября, отыграв весь матч против Бельгии. Осенью 2018 года сыграл в 4 матчах Лиги наций УЕФА, в одном из которых отметился забитым голом.

## Достижения
«Маккаби» Тель-Авив 
- Чемпион Израиля (3): 2014/2015, 2018/2019, 2019/2020
- Обладатель Кубка Израиля (2): 2014/2015, 2020/2021
- Обладатель Кубка Тото (3): 2014/2015, 2017/2018, 2018/2019
- Обладатель Суперкубка Израиля : 2020/2021

## Личная жизнь
Его старший брат Риф Перец (р. 1991) также стал футболистом. Был одноклубником Дора по «Маккаби».